# Senén Bernárdez Álvarez
Senén Bernárdez Álvarez (Gomesende, A Terra de Celanova, 24 de maig de 1930 - Ourense, 22 de gener de 2013) fou un farmacèutic i polític gallec.
Del 1968 al 1981 fou president del Col·legi Oficial de Farmacèutics d'Orense. Va militar inicialment en la UCD, amb la qual fou elegit diputat a les eleccions al Parlament de Galícia de 1981. Desaparegut aquest partit, es va integrar en Coalició Gallega, amb la qual fou elegit diputat a les eleccions al Parlament de Galícia de 1985. El 1982 fou senador designat per la Comunitat Autònoma i a les eleccions generals espanyoles de 1986 fou elegit diputat.